# Nicky Catsburg

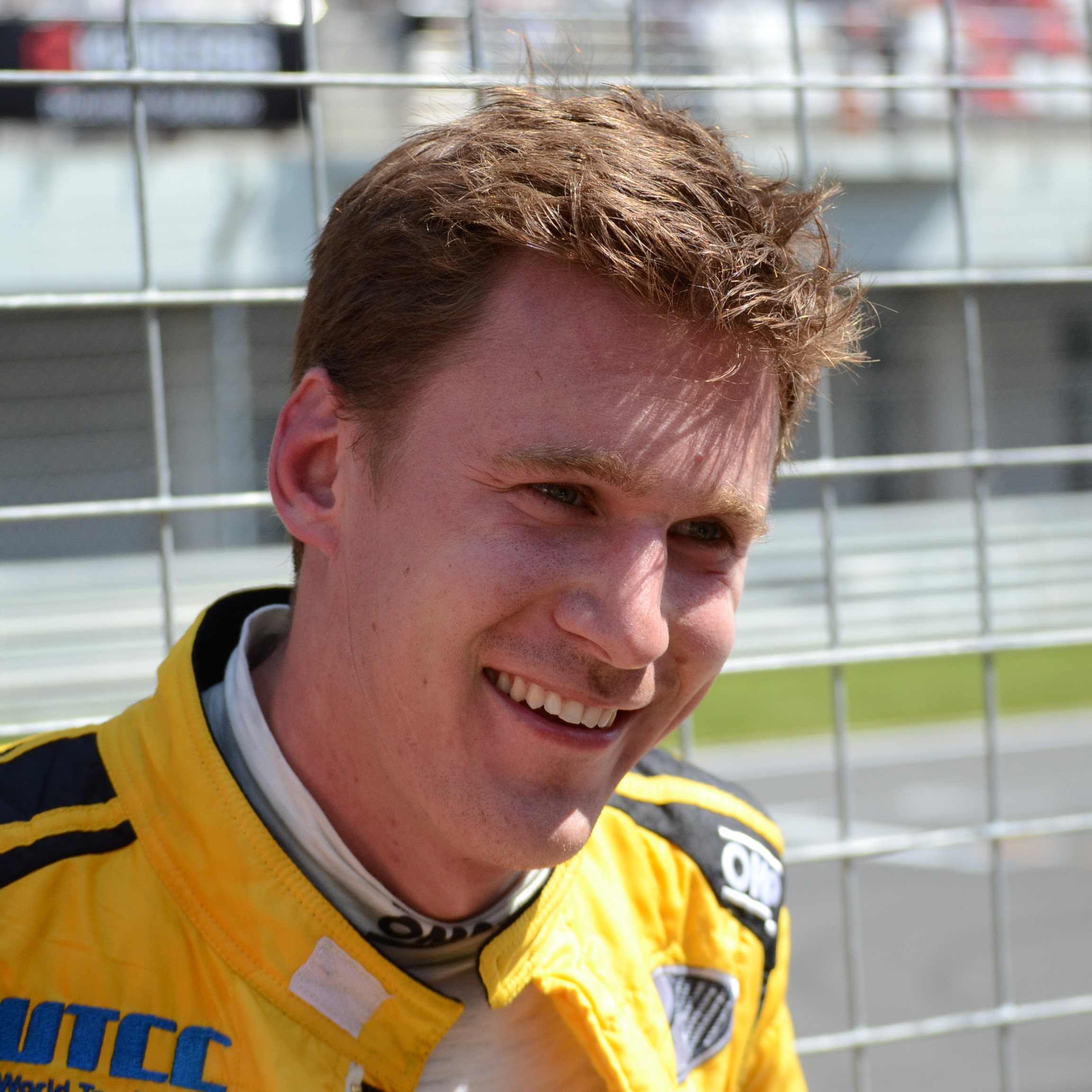
Nicky Catsburg 2015

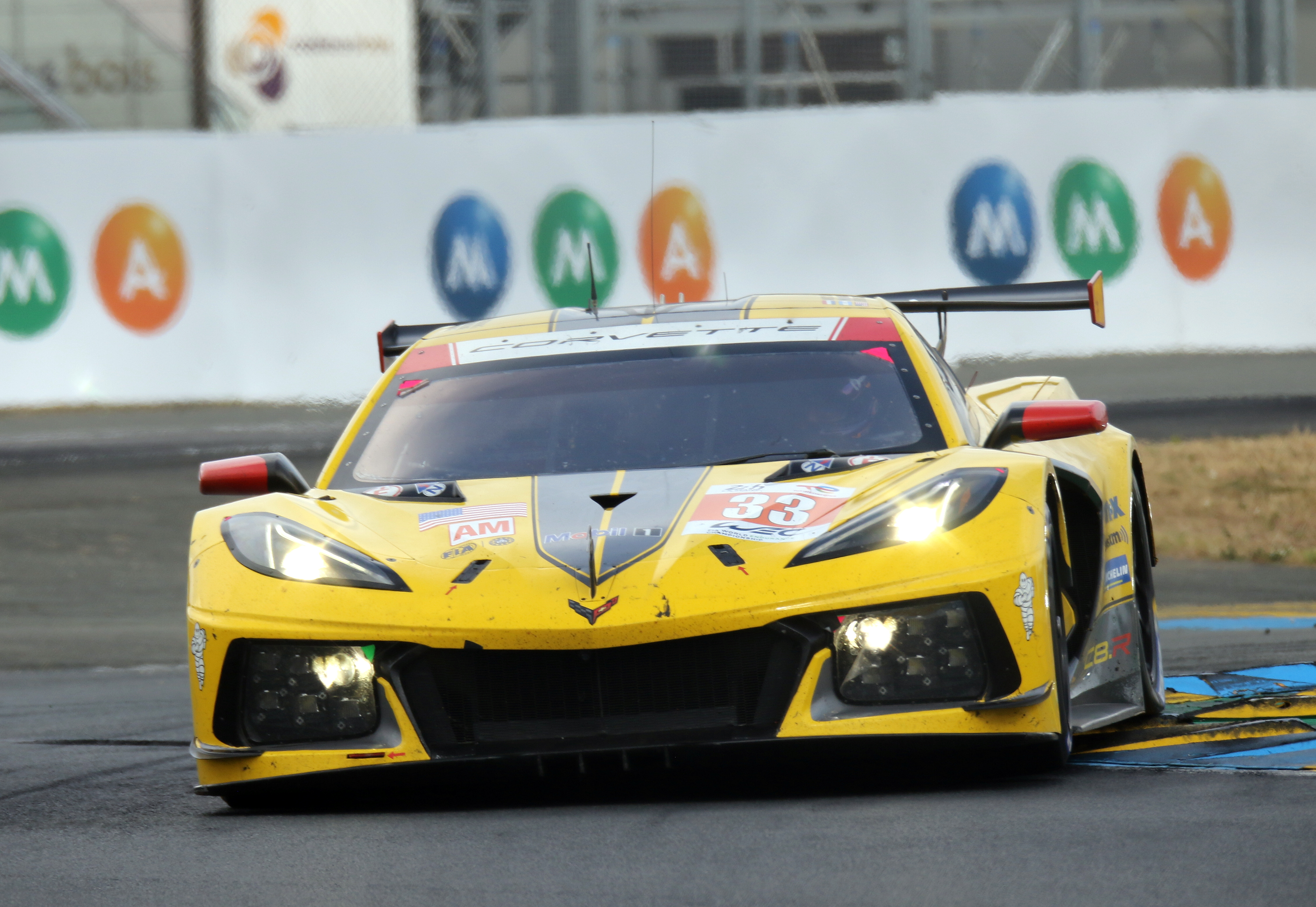
Der von Nicky Catsburg beim 24-Stunden-Rennen von Le Mans 2023 gefahrene Chevrolet Corvette C8.R

Nick „Nicky“ Catsburg (* 15. Februar 1988 in Amersfoort) ist ein niederländischer Autorennfahrer.

## Karriere als Rennfahrer
Nicky Catsburg avancierte in den 2010er-Jahren zu einem international erfolgreichen GT-Rennfahrer. Ihren Anfang nahm die Karriere 2005 in einem niederländischen Seat-Markenpokal. Vor dem ersten Markenpokal-Gesamtsieg lagen einige Jahre in der Formel Ford, wo er 2006 die First Division der Benelux Formel-Ford-Meisterschaft gewann. Der angesprochene Markenpokal-Erfolg war der Gewinn im Mégane Trophy Eurocup 2010.
In den 2010er-Jahren war Nicky Catsburg Werksfahrer bei BMW, Corvette Racing und Lada. Für Lada Sport fuhr er 2015 einen Vesta WTCC in der Tourenwagen-Weltmeisterschaft und beendete die Saison an der zwölften Stelle der Schlusswertung (Meister José María López vor Yvan Muller und Sébastien Loeb, jeweils im Citroën C-Elysée WTCC). Im Jahr darauf wurde er Meisterschaftssiebter und gewann dabei den zweiten von zwei Wertungsläufen auf dem Moscow Raceway. 
Erfolgreich verlief auch die Zusammenarbeit mit BMW, wo er als Werksfahrer bei unterschiedlichen Rennteams in den verschiedensten Rennserien zum Einsatz kam. Er fuhr unter anderem in der Blancpain Endurance- und GT-Series, für Rahal Letterman Lanigan Racing in der IMSA WeatherTech SportsCar Championship und für das BMW Team MTEK in der FIA-Langstrecken-Weltmeisterschaft. Für Rowe Racing gewann er 2020 auf einem BMW M6 GT3 das 24-Stunden-Rennen auf dem Nürburgring. Nach dem Ende von BMW in der FIA-Langstrecken-Weltmeisterschaft wechselte er 2020 zu Corvette Racing.
2023 gewann er mit dem Frikadelli Racing Team auf einem Ferrari 296 GT3 erneut das 24-Stunden-Rennen auf dem Nürburgring.

## Statistik

### Le-Mans-Ergebnisse
| Jahr | Team                      | Fahrzeug                | Teamkollege   | Teamkollege     | Platzierung             | Ausfallgrund |
| ---- | ------------------------- | ----------------------- | ------------- | --------------- | ----------------------- | ------------ |
| 2018 | BMW Team MTEK             | BMW M8 GTE              | Philipp Eng   | Martin Tomczyk  | Rang 34                 |              |
| 2019 | BMW Team MTEK             | BMW M8 GTE              | Philipp Eng   | Martin Tomczyk  | Rang 47                 |              |
| 2021 | Corvette Racing           | Chevrolet Corvette C8.R | Jordan Taylor | Antonio García  | Rang 21                 |              |
| 2022 | Corvette Racing           | Chevrolet Corvette C8.R | Jordan Taylor | Antonio García  | Ausfall                 | Aufhängung   |
| 2023 | Corvette Racing           | Chevrolet Corvette C8.R | Ben Keating   | Nicolás Varrone | Rang 26 und Klassensieg |              |
| 2024 | CrowdStrike Racing by APR | Oreca 07                | Colin Braun   | George Kurtz    | Ausfall                 | Rad verloren |
| 2025 | Algarve Pro Racing        | Oreca 07                | Alex Quinn    | George Kurtz    | Rang 30                 |              |

### Sebring-Ergebnisse
| Jahr | Team                                        | Fahrzeug                     | Teamkollege     | Teamkollege    | Teamkollege  | Platzierung             | Ausfallgrund |
| ---- | ------------------------------------------- | ---------------------------- | --------------- | -------------- | ------------ | ----------------------- | ------------ |
| 2016 | Black Swan Racing                           | Porsche 911 GT3 R            | Tim Pappas      | Patrick Long   | Andy Pilgrim | Rang 34                 |              |
| 2017 | BMW Team RLL                                | BMW M6 GTLM                  | John Edwards    | Martin Tomczyk |              | Ausfall                 | Unfall       |
| 2018 | BMW Team RLL                                | BMW M8 GTE                   | John Edwards    | Jesse Krohn    |              | Ausfall                 | Unfall       |
| 2020 | Corvette Racing                             | Chevrolet Corvette C8.R      | Jordan Taylor   | Antonio García |              | Rang 16                 |              |
| 2021 | Corvette Racing                             | Chevrolet Corvette C8.R      | Jordan Taylor   | Antonio García |              | Rang 11                 |              |
| 2022 | Corvette Racing                             | Chevrolet Corvette C8.R GTD  | Jordan Taylor   | Antonio García |              | Rang 16 und Klassensieg |              |
| 2024 | Corvette Racing                             | Chevrolet Corvette Z06 GT3.R | Earl Bamber     | Tommy Milner   |              | Rang 44                 |              |
| 2025 | Corvette Racing by Pratt Miller Motorsports | Chevrolet Corvette Z06 GT3.R | Nicolás Varrone | Tommy Milner   |              | Rang 35                 |              |

### Einzelergebnisse in der FIA-Langstrecken-Weltmeisterschaft
| Saison  | Team               | Rennwagen               | 1   | 2   | 3   | 4   | 5   | 6   | 7   | 8   |
| ------- | ------------------ | ----------------------- | --- | --- | --- | --- | --- | --- | --- | --- |
| 2018/19 | BMW Team MTEK      | BMW M8 GTE              | SPA | LEM | SIL | FUJ | SHA | SEB | SPA | LEM |
| 2018/19 | BMW Team MTEK      | BMW M8 GTE              | 20  | 34  | 15  | 17  | 18  | 11  | 23  | 47  |
| 2021    | Corvette Racing    | Chevrolet Corvette C8.R | SPA | POR | MON | LEM | BAH | BAH |     |     |
| 2021    | Corvette Racing    | Chevrolet Corvette C8.R | 21  |     |     |     |     |     |     |     |
| 2022    | Corvette Racing    | Chevrolet Corvette C8.R | SEB | SPA | LEM | MON | FUJ | BAH |     |     |
| 2022    | Corvette Racing    | Chevrolet Corvette C8.R | DNF |     |     |     |     |     |     |     |
| 2023    | Corvette Racing    | Chevrolet Corvette C8.R | SEB | POR | SPA | LEM | MON | FUJ | BAH |     |
| 2023    | Corvette Racing    | Chevrolet Corvette C8.R | 17  | 21  | 21  | 26  | 25  | 24  | 28  |     |
| 2024    | CrowdStrike Racing | Oreca 07                | KAT | IMO | SPA | LEM | SAO | AUS | FUJ | BAH |
| 2024    | CrowdStrike Racing | Oreca 07                | DNF |     |     |     |     |     |     |     |
| 2025    | Algarve Pro Racing | Oreca 07                | KAT | IMO | SPA | LEM | SAO | AUS | FUJ | BAH |
| 2025    | Algarve Pro Racing | Oreca 07                | 30  |     |     |     |     |     |     |     |